# Cantó d'Entraigas (Ardecha)

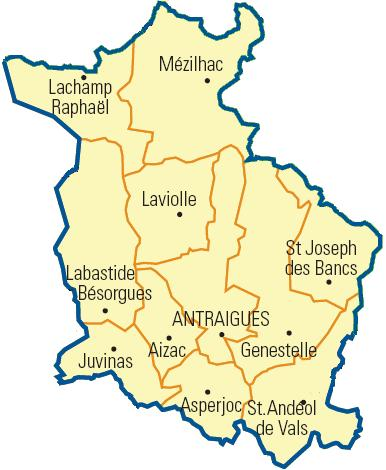
Mapa del cantó d'Entraigas

El cantó d'Entraigas és un cantó del departament francès de l'Ardecha, a la regió d'Alvèrnia-Roine-Alps. Està inclòs al districte de L'Argentièira i té 11 municipis. El cap cantonal és Entraigas.

## Municipis
- Aizac
- Entraigas
- Asperjoc
- Genestelle
- Juvinas
- Labastide-sur-Bésorgues
- Lachamp-Raphaël
- Laviolle
- Mesilhac
- Sant Andiòu de Vals
- Saint-Joseph-des-Bancs

## Història
| Data d'elecció                           | Identitat     | Partit                     | Qualitat |
| ---------------------------------------- | ------------- | -------------------------- | -------- |
| 1945-1973                                | Franck Chante | radical, després MRG       |          |
| 1973-1979                                | Louis Berthon | MRG, després Divers droite |          |
| 1979-2011                                | Michel Teston | PS                         |          |
| 2011-                                    | Robert Roux   | PS                         |          |
| les dades anteriors no són pas conegudes |               |                            |          |
|                                          |               |                            |          |

## Demografia
| 1962  | 1968  | 1975  | 1982  | 1990  | 1999  | 2007  |
| ----- | ----- | ----- | ----- | ----- | ----- | ----- |
| 2.563 | 3.064 | 2.689 | 2.640 | 2.593 | 2.600 | 2.797 |